# Filth (singel)
Filth (zapis stylizowany: FILTH) – dwunasty singel zespołu Dir En Grey wydany w 2001 roku. Dwa pierwsze utwory znalazły się na albumie Kisou, a tytułowa piosenka także na best-albumie Decade 1998–2002.

## Lista utworów
Autorem tekstu jest Kyo. Muzykę do tytułowego utworu skomponował zespół Dir en grey, zaś do drugiego – Kaoru.
1. FILTH (4:58)
2. Gyakujou Tannou Keloid Milk (逆上堪能ケロイドミルク) (4:50)
3. FILTH Hokubukeisatsu PART II (FILTH 北部警察 PART II) (5:15)